# Liste der Naturschutzgebiete im Landkreis Gießen

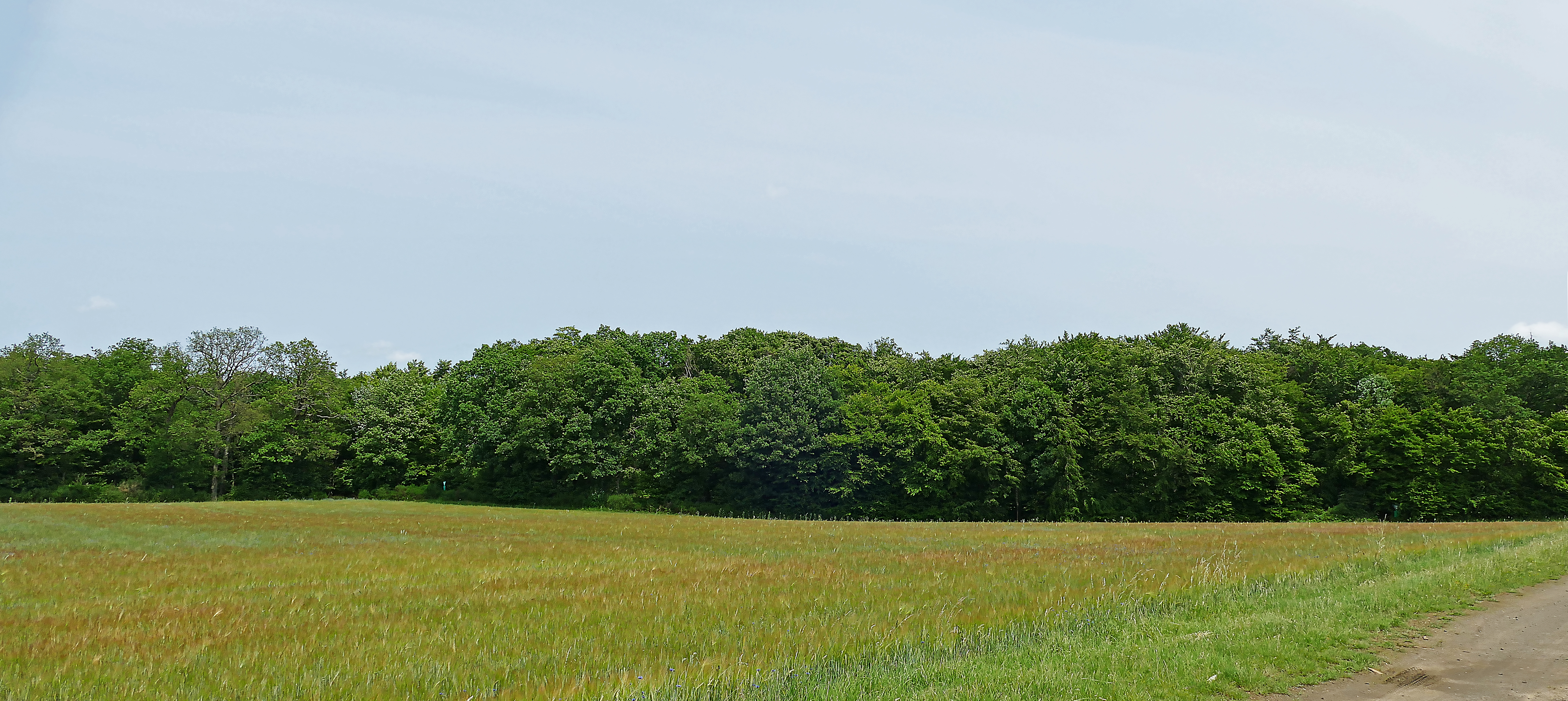
Naturschutzgebiet Kümmelberg im Landkreis Gießen

Im hessischen Landkreis Gießen gibt es folgende Naturschutzgebiete:
| Name                                           | Bild | Kennung                 | Einzelheiten                                                                            | Position | Fläche Hektar | Datum |
| ---------------------------------------------- | ---- | ----------------------- | --------------------------------------------------------------------------------------- | -------- | ------------- | ----- |
| Eberstein                                      |      | 1531001 WDPA: 81569     | Biebertal OSM-Link zur Kartendarstellung: „Eberstein“                                   | ⊙        | 3,22          | 1957  |
| Gießener Bergwerkswald                         |      | 1531002 WDPA: 81727     | Linden, Gießen OSM-Link zur Kartendarstellung: „Gießener Bergwerkswald“                 | ⊙        | 82,11         | 1976  |
| Hangelstein                                    |      | 1531003 WDPA: 81820     | Gießen-Wieseck OSM-Link zur Kartendarstellung: „Hangelstein“                            | ⊙        | 106,38        | 1976  |
| Kümmelberg                                     |      | 1531004 WDPA: 164298    | Langgöns OSM-Link zur Kartendarstellung: „Kümmelberg“                                   | ⊙        | 12,37         | 1976  |
| Lindenberg bei Birklar                         |      | 1531005 WDPA: 82101     | Lich OSM-Link zur Kartendarstellung: „Lindenberg bei Birklar“                           | ⊙        | 4,3           | 1940  |
| Wehrholz                                       |      | 1531007 WDPA: 82873     | Langgöns OSM-Link zur Kartendarstellung: „Wehrholz“                                     | ⊙        | 27,26         | 1976  |
| An der Jossoller bei Hattenrod                 | BW   | 1531008 WDPA: 81309     | Reiskirchen OSM-Link zur Kartendarstellung: „An der Jossoller bei Hattenrod“            | ⊙        | 12,5          | 1982  |
| Am Wallenberg bei Villingen                    | BW   | 1531009 WDPA: 162196    | Hungen OSM-Link zur Kartendarstellung: „Am Wallenberg bei Villingen“                    | ⊙        | 7,81          | 1982  |
| Holzwäldchen bei Krofdorf-Gleiberg             |      | 1531010 WDPA: 81929     | Wettenberg OSM-Link zur Kartendarstellung: „Holzwäldchen bei Krofdorf-Gleiberg“         | ⊙        | 9,13          | 1983  |
| Gemeindesee von Langsdorf                      |      | 1531011 WDPA: 163225    | Lich OSM-Link zur Kartendarstellung: „Gemeindesee von Langsdorf“                        | ⊙        | 17,89         | 1984  |
| Sickler Teich bei Londorf                      |      | 1531012 WDPA: 165563    | Rabenau OSM-Link zur Kartendarstellung: „Sickler Teich bei Londorf“                     | ⊙        | 6,32          | 1984  |
| Mairied von Rodheim und Gänsweid von Steinheim |      | 1531014 WDPA: 164559    | Hungen OSM-Link zur Kartendarstellung: „Mairied von Rodheim und Gänsweid von Steinheim“ | ⊙        | 20,96         | 1985  |
| Eisenkaute von Inheiden                        | BW   | 1531015 WDPA: 162901    | Hungen OSM-Link zur Kartendarstellung: „Eisenkaute von Inheiden“                        | ⊙        | 5,3           | 1986  |
| An der Kühweide bei Steinheim                  |      | 1531016 WDPA: 162213    | Hungen OSM-Link zur Kartendarstellung: „An der Kühweide bei Steinheim“                  | ⊙        | 2,24          | 1990  |
| Im Tiefen Ried bei Steinheim                   |      | 1531017 WDPA: 163888    | Hungen OSM-Link zur Kartendarstellung: „Im Tiefen Ried bei Steinheim“                   | ⊙        | 45,06         | 1990  |
| Silbachtal bei Gonterskirchen                  | BW   | 1531018 WDPA: 165572    | Laubach OSM-Link zur Kartendarstellung: „Silbachtal bei Gonterskirchen“                 | ⊙        | 23,97         | 1993  |
| Lumdatal bei Allendorf                         |      | 1531019 WDPA: 164525    | Allendorf (Lumda) OSM-Link zur Kartendarstellung: „Lumdatal bei Allendorf“              | ⊙        | 8,32          | 1993  |
| Seifenwiesen und Luchsee                       |      | 1531020 WDPA: 165548    | Lich, Hungen OSM-Link zur Kartendarstellung: „Seifenwiesen und Luchsee“                 | ⊙        | 70,2          | 1993  |
| Am Oberhof bei Großen-Linden                   |      | 1531021 WDPA: 162174    | Linden OSM-Link zur Kartendarstellung: „Am Oberhof bei Großen-Linden“                   | ⊙        | 22,91         | 1994  |
| Die Mengelshäuser Teiche                       |      | 1531022 WDPA: 162743    | Lich, Pohlheim OSM-Link zur Kartendarstellung: „Die Mengelshäuser Teiche“               | ⊙        | 25,05         | 1983  |
| Lohhügel bei Ruppertsburg                      | BW   | 1531023 WDPA: 164506    | Laubach OSM-Link zur Kartendarstellung: „Lohhügel bei Ruppertsburg“                     | ⊙        | 7,4           | 1994  |
| Hoher Stein bei Fernwald                       |      | 1531024 WDPA: 163749    | Fernwald OSM-Link zur Kartendarstellung: „Hoher Stein bei Fernwald“                     | ⊙        | 10,66         | 1994  |
| Asselbachtal bei Wißmar                        |      | 1531026 WDPA: 318125    | Wettenberg OSM-Link zur Kartendarstellung: „Asselbachtal bei Wißmar“                    | ⊙        | 11,59         | 1997  |
| Aschborn und Uderborn bei Rödgen               |      | 1531027 WDPA: 318122    | Gießen OSM-Link zur Kartendarstellung: „Aschborn und Uderborn bei Rödgen“               | ⊙        | 50,18         | 1997  |
| Oberes Verstal                                 | BW   | 1531028 WDPA: 318895    | Biebertal OSM-Link zur Kartendarstellung: „Oberes Verstal“                              | ⊙        | 85,01         | 1997  |
| Wirtswiesen bei Lich                           |      | 1531029 WDPA: 319344    | Lich OSM-Link zur Kartendarstellung: „Wirtswiesen bei Lich“                             | ⊙        | 56,26         | 1998  |
| Hohe Warte bei Gießen                          |      | 1531030 WDPA: 329443    | Gießen OSM-Link zur Kartendarstellung: „Hohe Warte bei Gießen“                          | ⊙        | 167,86        | 1999  |
| Steinkaute bei Holzheim                        |      | 1531031 WDPA: 555595787 | Pohlheim OSM-Link zur Kartendarstellung: „Steinkaute bei Holzheim“                      | ⊙        | 15,86         | 2015  |
| Legende für Naturschutzgebiet                  |      |                         |                                                                                         |          |               |       |

## Teilflächen
Weitere Naturschutzgebiete liegen nur mit einem Teil ihrer Fläche im Landkreis Gießen.
| Name                                                 | Bild | Kennung              | Einzelheiten | Position | Fläche Hektar | Datum |
| ---------------------------------------------------- | ---- | -------------------- | --- | -------- | ------------- | ----- |
| Mittlere Horloffaue                                  |      | 1440015 WDPA: 164639 | Wölfersheim, Nidda, Hungen Tagebaurestloch (Unterer Knappensee) in der Horloff-Aue; Rastplatz für Wasservögel und Brutgebiet des Großen Brachvogels. OSM-Link zur Kartendarstellung: „Mittlere Horloffaue“ | ⊙        | 188,51        | 1984  |
| Lahnaue zwischen Atzbach, Dutenhofen und Heuchelheim |      | 1532039 WDPA: 318704 | Atzbach, Dutenhofen, Heuchelheim OSM-Link zur Kartendarstellung: „Lahnaue zwischen Atzbach, Dutenhofen und Heuchelheim“                                                                                    | ⊙        | 215,38        | 1997  |
| Salzwiesen von Münzenberg                            |      | 1440006 WDPA: 82480  | Münzenberg, Lich Binnenlandsalzwiesen, Feuchtwiesen, Schilf- und Seggenbestände, Magerrasen und Erlenbruchwald. OSM-Link zur Kartendarstellung: „Salzwiesen von Münzenberg“                                | ⊙        | 64,25         | 1977  |
| Legende für Naturschutzgebiet                        |      |                      | |          |               |       |